# 17e législature de la Knesset
Liste des membres de la 17e assemblée de la Knesset

## Membres au 4 mai 2006
(Bleu = coalition, rouge = opposition)
| Parti                                         | Nom                  |
| --------------------------------------------- | -------------------- |
| Kadima (29)                                   | Ehud Olmert          |
| Kadima (29)                                   | Shimon Peres         |
| Kadima (29)                                   | Tzipi Livni          |
| Kadima (29)                                   | Meir Sheetrit        |
| Kadima (29)                                   | Avi Dichter          |
| Kadima (29)                                   | Marina Solodkin      |
| Kadima (29)                                   | Haïm Ramon           |
| Kadima (29)                                   | Shaul Mofaz          |
| Kadima (29)                                   | Tzachi Hanegbi       |
| Kadima (29)                                   | Avraham Hirschson    |
| Kadima (29)                                   | Gideon Ezra          |
| Kadima (29)                                   | Ronni Bar-On         |
| Kadima (29)                                   | Dalia Itzik          |
| Kadima (29)                                   | Ze'ev Boim           |
| Kadima (29)                                   | Yaakov Edri          |
| Kadima (29)                                   | Ze'ev Elkin          |
| Kadima (29)                                   | Magli Wahbe          |
| Kadima (29)                                   | Ruhama Avraham       |
| Kadima (29)                                   | Menachem Ben-Sasson  |
| Kadima (29)                                   | Shlomo Breznitz      |
| Kadima (29)                                   | Eli Aflalo           |
| Kadima (29)                                   | David Tal            |
| Kadima (29)                                   | Avigdor Yitzhaki     |
| Kadima (29)                                   | Ronit Tirosh         |
| Kadima (29)                                   | Otniel Schneller     |
| Kadima (29)                                   | Michael Nudelman     |
| Kadima (29)                                   | Amira Dotan          |
| Kadima (29)                                   | Yoel Hasson          |
| Kadima (29)                                   | Shai Hermesh         |
| Parti travailliste-Meimad (19)                | Amir Peretz          |
| Parti travailliste-Meimad (19)                | Yitzhak Herzog       |
| Parti travailliste-Meimad (19)                | Ophir Pines-Paz      |
| Parti travailliste-Meimad (19)                | Avishai Braverman    |
| Parti travailliste-Meimad (19)                | Yuli Tamir           |
| Parti travailliste-Meimad (19)                | Ami Ayalon           |
| Parti travailliste-Meimad (19)                | Eitan Kabel          |
| Parti travailliste-Meimad (19)                | Binyamin Ben-Eliezer |
| Parti travailliste-Meimad (19)                | Shelly Yachimovich   |
| Parti travailliste-Meimad (19)                | Michaël Melchior     |
| Parti travailliste-Meimad (19)                | Matan Vilnai         |
| Parti travailliste-Meimad (19)                | Colette Avital       |
| Parti travailliste-Meimad (19)                | Ephraim Sneh         |
| Parti travailliste-Meimad (19)                | Dani Yatom           |
| Parti travailliste-Meimad (19)                | Nadia Hilou          |
| Parti travailliste-Meimad (19)                | Shalom Simchon       |
| Parti travailliste-Meimad (19)                | Orit Noked           |
| Parti travailliste-Meimad (19)                | Yoram Marciano       |
| Parti travailliste-Meimad (19)                | Ghalib Majadla       |
| Shass (12)                                    | Eli Yishaï           |
| Shass (12)                                    | Yitzhak Cohen        |
| Shass (12)                                    | Amnon Cohen          |
| Shass (12)                                    | Meshulam Nahari      |
| Shass (12)                                    | Ariel Atias          |
| Shass (12)                                    | Shlomo Benizri       |
| Shass (12)                                    | David Azulai         |
| Shass (12)                                    | Yitzhak Vaknin       |
| Shass (12)                                    | Nissim Ze'ev         |
| Shass (12)                                    | Yaakov Margi         |
| Shass (12)                                    | Emil Amsalem         |
| Shass (12)                                    | Avraham Michaeli     |
| Likoud (12)                                   | Benyamin Netanyahou  |
| Likoud (12)                                   | Silvan Shalom        |
| Likoud (12)                                   | Moshe Kahlon         |
| Likoud (12)                                   | Gilad Erdan          |
| Likoud (12)                                   | Gideon Saar          |
| Likoud (12)                                   | Michael Eitan        |
| Likoud (12)                                   | Reuven Rivlin        |
| Likoud (12)                                   | Dani Naveh           |
| Likoud (12)                                   | Yuval Steinitz       |
| Likoud (12)                                   | Limor Livnat         |
| Likoud (12)                                   | Natan Sharansky      |
| Likoud (12)                                   | Israel Katz          |
| Israel Beytenou (11)                          | Avigdor Liberman     |
| Israel Beytenou (11)                          | Yuri Stern           |
| Israel Beytenou (11)                          | Israel Hasson        |
| Israel Beytenou (11)                          | Yosef Shagal         |
| Israel Beytenou (11)                          | Esterina Trettman    |
| Israel Beytenou (11)                          | Stas Misezhnikov     |
| Israel Beytenou (11)                          | Sofa Landver         |
| Israel Beytenou (11)                          | Yitzhak Aharonowitz  |
| Israel Beytenou (11)                          | Robert Ilatov        |
| Israel Beytenou (11)                          | Aleks Miler          |
| Israel Beytenou (11)                          | Leah Shemtov         |
| Union nationale- Parti National Religieux (9) | Binyamin Elon        |
| Union nationale- Parti National Religieux (9) | Zevulun Orlev        |
| Union nationale- Parti National Religieux (9) | Zvi Hendel           |
| Union nationale- Parti National Religieux (9) | Effi Eitam           |
| Union nationale- Parti National Religieux (9) | Nissan Slumianski    |
| Union nationale- Parti National Religieux (9) | Yitzhak Levy         |
| Union nationale- Parti National Religieux (9) | Eliyahu Gabai        |
| Union nationale- Parti National Religieux (9) | Arié Eldad           |
| Union nationale- Parti National Religieux (9) | Uri Ariel            |
| Gil-Parti des retraités (7)                   | Rafi Eitan           |
| Gil-Parti des retraités (7)                   | Yaakov Ben Yezri     |
| Gil-Parti des retraités (7)                   | Moshe Sharoni        |
| Gil-Parti des retraités (7)                   | Yitzhak Ziv          |
| Gil-Parti des retraités (7)                   | Yitzhak Galanti      |
| Gil-Parti des retraités (7)                   | Elchanan Glazer      |
| Gil-Parti des retraités (7)                   | Sara Marom           |
| Judaïsme unifié de la Torah (6)               | Yaakov Litzman       |
| Judaïsme unifié de la Torah (6)               | Avraham Ravitz       |
| Judaïsme unifié de la Torah (6)               | Meir Porush          |
| Judaïsme unifié de la Torah (6)               | Moshe Gafni          |
| Judaïsme unifié de la Torah (6)               | Shmuel Halpert       |
| Judaïsme unifié de la Torah (6)               | Yaakov Cohen         |
| Meretz (5)                                    | Yossi Beilin         |
| Meretz (5)                                    | Haim Oron            |
| Meretz (5)                                    | Ran Cohen            |
| Meretz (5)                                    | Zehava Gal-On        |
| Meretz (5)                                    | Avshalom Vilan       |
| Liste arabe unie (4)                          | Ibrahim Sarsur       |
| Liste arabe unie (4)                          | Ahmed Tibi           |
| Liste arabe unie (4)                          | Taleb al-Sana        |
| Liste arabe unie (4)                          | Abbas Zakour         |
| Hadash (3)                                    | Mohammad Barakeh     |
| Hadash (3)                                    | Hana Sweid           |
| Hadash (3)                                    | Dov Khenin           |
| Balad (3)                                     | Saïd Nafa            |
| Balad (3)                                     | Jamal Zahalka        |
| Balad (3)                                     | Wasil Taha           |

## Membres retirés
- Uriel Reichman démissionna le 20 avril 2006 n'ayant pas obtenu le poste de Ministre de l'éducation
- Natan Sharansky démissionna le 20 novembre 2006
- Yuri Shtern est décédé le 16 janvier 2007
- Dan Naveh démissionna le 27 février 2007
- Azmi Bishara démissionna le 22 avril 2007
- Shimon Peres démissionna le 13 juin 2007 pour le poste de Président de l'État d'Israël
- Shlomo Breznitz démissionna le 8 octobre 2007
- Avigdor Yitzhaki démissionna le 7 février 2008